# الكسندر بيل (سياسي)

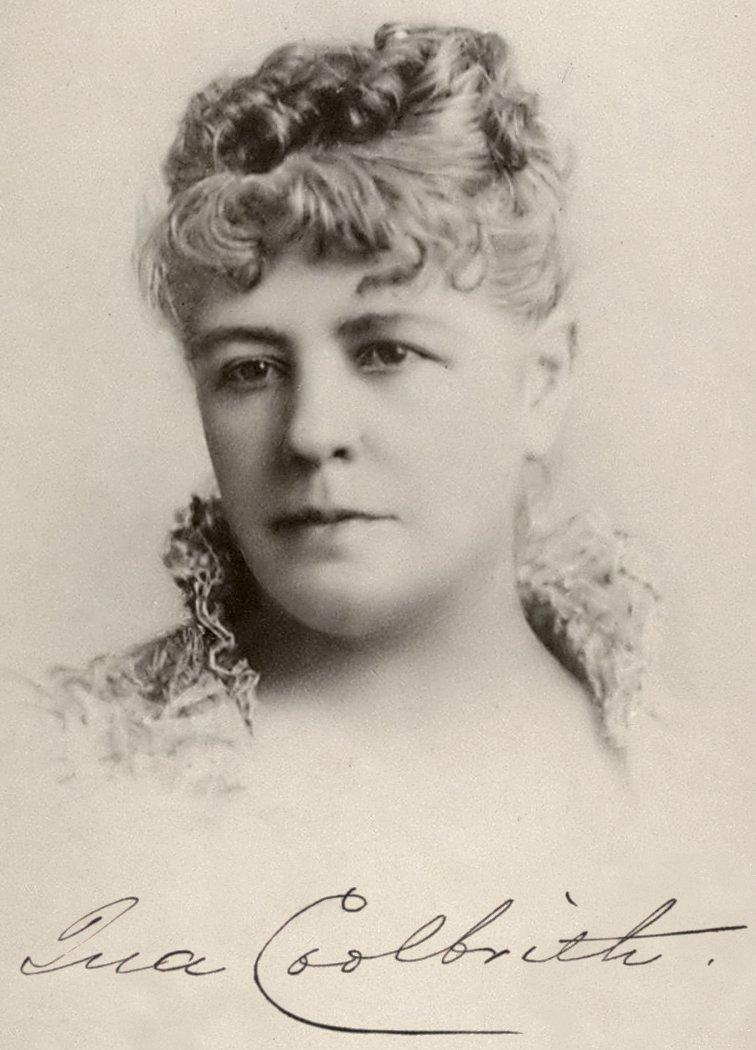
إينا دونا كولبرث

إينا دونا كولبرث (بالانجليزية: Ina Donna Coolbrith) (ولدت باسم جوزفين دونا سميث؛ 10 مارس عام 1841 - 29 فبراير عام 1928) شاعرة أمريكية وكاتبة وأمينة مكتبة وهي من الشخصيات البارزة في المجتمع الأدبي في منطقة خليج سان فرانسيسكو. لُقبت باسم «مغنية كاليفورنيا الرقيقة»، وكانت أول شاعرة بلاط في كاليفورنيا وأول شاعرة حائزة على جائزة في ولاية أمريكية.
غادرت كولبرث، وهي ابنة أخت مؤسس كنيسة يسوع المسيح لقديسي الأيام الأخيرة جوزيف سميث، مجتمع المورمون عندما كانت طفلة لتضي مرحلة المراهقة في لوس أنجلوس، كاليفورنيا، حيث بدأت في نشر قصائدها الشعرية. أنهت زواجًا مبكرًا فاشلًا لتنتقل إلى سان فرانسيسكو حيث التقت ببريت هارت وتشارلز وارن ستودارد وشكلوا معًا «ثالوث البوابة الذهبية» المرتبط ارتباطًا وثيقًا بالمجلة الأدبية أوفرلاند مونثلي. حظي شعرها إقبالًا إيجابيًا من النقاد والشعراء المؤسسين مثل مارك توين وأمبروز بيرس وألفريد تينيسون. اعتادت أن تقيم صالونات أدبية في منزلها في روسيا هيل - وبهذه الطريقة قدمت كتابًا جددًا للناشرين. صادقت كولبرث الشاعر خواكين ميلر وساعدته في اكتساب شهرة عالمية.
بينما قام ميلر بجولة في أوروبا وعاش حلمهما المتبادل بزيارة قبر اللورد بايرون، اعتنت كولبرث بابنته وينتو وبقية أفراد عائلتها. ونتيجةً لذلك، انتقلت للإقامة في أوكلاند وقبلت العمل بمنصب أمينة مكتبة المدينة. نتيجةً لساعات عملها الطويلة، عانت كولبرث في نشر شعلاها، لكنها قامت بتوجيه جيل من القراء الشباب بما في ذلك جاك لندن وإيزادورا دانكن. بعد أن خدمت لمدة 19 عامًا، دعا رعاة مكتبة أوكلاند إلى إعادة التنظيم، حيث تم طرد كولبرث. عادت بدورها إلى سان فرانسيسكو وتلقت دعوة من أعضاء النادي البوهيمي لتكون أمينة مكتبتهم.
بدأت كولبرث في كتاب تتحدث فيه عن تاريخ أدب كاليفورنيا، بما في ذلك الكثير من مواد السيرة الذاتية، لكن التهم الحريق الذي أعقب زلزال سان فرانسيسكو عام 1906 جميع أعمالها. ساعدت الكاتبة جرترود أثرتون وأصدقاء كولبرث من النادي البوهيمي في إعداد أعمالها مرة أخرى في منزل جديد واستأنفت الكتابة وإقامة صالونات أدبية. سافرت بالقطار إلى مدينة نيويورك عدة مرات، ونظرًا لشعبيتها المتواضعة، ضاعفت بشكل كبير من إنتاجها الشعري.
في 30 يونيو من عام 1915، اختيرت كولبرث للقب شاعرة كاليفورنيا واستمرت في كتابة الشعر لمدة ثماني سنوات أخرى. تعمدت في أسلوبها على أكثر من الموضوعات الكئيبة أو الراقية المعتادة المتوقعة من النساء - فقد أدرجت مجموعة متنوعة من الموضوعات في قصائدها، والتي وًصفت بأنها «متعاطفة بشكل استثنائي» و «عفوية بشكل واضح». أدت بأوصافها الحسية للمشاهد الطبيعية إلى دفع الأدب الفيكتوري إلى التعبير بدقة أكبر دون مشاعر مبتذلة، ما أدى إلى ظهور المدرسة التصويرية وأعمال روبرت فروست. كتبت الشاعرة كارول موسك ديوكس الحائزة على جائزة كاليفورنيا عن قصائد كولبرث أنه على الرغم من أن القصائد «كانت غارقة في أسلوب شرب الشاي»- متأثرة بالصفة البريطانية- «لكن بقيت كاليفورنيا مصدر إلهامها».